# Валентина (фільм, 1981)
«Валенти́на» (рос. «Валентина») — радянський художній фільм 1981 року режисера Гліба Панфілова, екранізація п'єси Олександра Вампілова «Минулого літа в Чулімську».

## Сюжет
Час дії — 1970-ті роки. У невеликому тайговому селищі працює офіціанткою вісімнадцятирічна Валентина. Вона любить слідчого Шаманова, а він, поглинений своїми справами, нічого не помічає. Її визнання стає для нього осяянням. Але на шляху кохання Валентини з'являються перешкоди, що призводять до драматичної розв'язки…

## У ролях
- Дар'я Михайлова —  Валентина
- Родіон Нахапетов —  Володимир Михайлович Шаманов, слідчий
- Інна Чурикова —  Анна Василівна Хороших, буфетниця
- Юрій Гребенщиков —  Афанасій, чоловік Анни
- Сергій Колтаков —  Павло, син Анни
- Василь Корзун —  Федір, батько Валентини
- Лариса Удовиченко —  Зінаїда Павлівна Кашкина, аптекарка
- Всеволод Шиловський —  Інокентій Степанович Мечоткін, бухгалтер
- Максим Мунзук —  Ілля, мисливець-евенк
- Анатолій Панфілов —  механік місцевої електростанції

## Знімальна група
- Автор сценарію: Гліб Панфілов
- Режисер-постановник: Гліб Панфілов
- Оператор-постановник: Леонід Калашников
- Художник-постановник: Марксен Гаухман-Свердлов
- Композитор: Вадим Біберган